# Mimetus variegatus
Espèce
Mimetus variegatus est une espèce d'araignées aranéomorphes de la famille des Mimetidae.

## Distribution
Cette espèce se rencontre au Panama et à Bonaire.

## Description
Le mâle holotype mesure 2,795 mm et la femelle paratype 2,925 mm.

## Systématique et taxinomie
Cette espèce a été décrite par Chickering en 1956.

## Publication originale
- Chickering, 1956 : « Three new species of Mimetidae (Araneae) from Panama. » Breviora, no 57, p. 1-14 (texte intégral).